# Adrián Sanmartín
Adrián Sanmartín Ayala (Cartagena, Murcia, 28 de julio de 2005) más conocido como Sanmartín, es un futbolista español que juega de centrocampista en la Deportiva Minera de la Segunda Federación.

## Trayectoria
Natural de Cartagena, Murcia, es un centrocampista formado en las categorías inferiores del FC Cartagena y en 2017, con apenas 12 años ingresa en la cantera del Valencia CF.
Tras dos años en Valencia, en 2019 regresa a Cartagena para jugar en el cadete del FC Cartagena.
En la temporada 2021-22, debuta con el FC Cartagena en la División de Honor Juvenil, con el que disputa 10 partidos con el Juvenil "A", logrando mantener en la categoría. En la misma temporada, Adrián haría su debut con el FC Cartagena B de la Tercera División de España con el que disputa 5 y lograr el ascenso de categoría a Segunda Federación.
El 9 de mayo de 2022, renueva su compromiso con el FC Cartagena.
En la temporada 2022-23, siendo aún juvenil, forma parte de la plantilla del FC Cartagena B de la Segunda Federación.
El 26 de septiembre de 2022, hace su debut con el primer equipo del FC Cartagena en la Segunda División de España, en un encuentro frente al Deportivo Alavés que acabaría con empate a uno.
El 1 de febrero de 2024, firma por el Elche Ilicitano Club de Fútbol de la Tercera División de España. 
En la temporada 2024-25, firma por el Deportivo Marítimo de la Tercera Federación, de reciente creación.
El 27 de enero de 2025, firma por la Deportiva Minera de Segunda Federación.

### Selección nacional
El 3 de septiembre de 2022, recibe la llamada de la Selección de fútbol sub-18 de España para la preselección del torneo amistoso Cuatro Naciones a disputar en Turquía durante el mismo mes.

## Clubes
| Club                           | País   | Año             |
| ------------------------------ | ------ | --------------- |
| FC Cartagena B                 | España | 2022-2024       |
| FC Cartagena                   | España | 2022-2024       |
| Elche Club de Fútbol Ilicitano | España | 2024            |
| Deportivo Marítimo             | España | 2024-2025       |
| Deportiva Minera               | España | 2025-actualidad |